# Colonial Heights (Virginie)
Colonial Heights est une ville indépendante du Commonwealth de Virginie, aux États-Unis. Sa population s’élevait à 17 411 habitants lors du recensement de 2010, estimée à 17 830 habitants en 2017.

## Démographie
| Groupe            | Colonial Heights | Virginie | États-Unis |
| ----------------- | ---------------- | -------- | ---------- |
| Blancs            | 82,3             | 68,6     | 72,4       |
| Afro-Américains   | 10,2             | 19,4     | 12,6       |
| Asiatiques        | 3,3              | 5,5      | 4,8        |
| Métis             | 2,2              | 2,9      | 2,9        |
| Autres            | 1,5              | 3,3      | 6,4        |
| Amérindiens       | 0,4              | 0,4      | 0,9        |
| Total             | 100              | 100      | 100        |
|                   |                  |          |            |
| Latino-Américains | 3,9              | 7,9      | 16,7       |

Selon l'American Community Survey, pour la période 2011-2015, 91,29 % de la population âgée de plus de 5 ans déclare parler l'anglais à la maison, 2,98 % déclare parler l'espagnol, 0,84 % l'allemand, 0,78 % le coréen, 0,71 % l'arabe et 3,40 % une autre langue.
| Indicateur                             | Colonial Heights | États-Unis |
| -------------------------------------- | ---------------- | ---------- |
| Personnes de moins de 5 ans            | 7,3 %            | 6,1 %      |
| Personnes de moins de 18 ans           | 24,0 %           | 22,6 %     |
| Personnes de plus de 65 ans            | 19,8 %           | 15,6 %     |
| Femmes                                 | 53,6 %           | 50,8 %     |
| Personnes par foyer                    | 2,41             | 2,64       |
| Vétérans                               | 10,3 %           | 8,0 %      |
| Personnes nées étrangères à l'étranger | 7,5 %            | 13,2 %     |
| Personnes sans assurance maladie       | 10,3 %           | 10,2 %     |
| Personnes avec un handicap             | 9,6 %            | 8,6 %      |
| Revenus annuels                        | 27 209 $         | 29 829 $   |
| Personnes sous le seuil de pauvreté    | 10,4 %           | 12,3 %     |
| Diplômés du lycée                      | 89,0 %           | 87,0 %     |
| Diplômés de l'université               | 21,9 %           | 30,3 %     |

## Source
- (en) Cet article est partiellement ou en totalité issu de l’article de Wikipédia en anglais intitulé « Colonial Heights, Virginia » (voir la liste des auteurs).

1. ↑  (en) « Colonial Heights, VA Population - Census 2010 and 2000 », sur censusviewer.com (consulté le 23 septembre 2016).
2. ↑  (en) « Population of Virginia- Census 2010 and 2000 », sur censusviewer.com (consulté le 23 septembre 2016).
3. ↑  (en) « Language spoken at home by ability to speak English for the population 5 years and over », sur factfinder.census.gov (consulté le 26 mars 2017).
4. ↑  (en) « U.S. Census Bureau QuickFacts : United States », sur Census Bureau QuickFacts (consulté le 18 novembre 2023).